# Sorex gracillimus
Sorex gracillimus är en däggdjursart som beskrevs av Thomas 1907. Sorex gracillimus ingår i släktet Sorex och familjen näbbmöss. IUCN kategoriserar arten globalt som livskraftig.
Arten är med en kroppslängd (huvud och bål) av 48 till 52 mm, en svanslängd av 37 till 43 mm och med 10 till 11 mm långa bakfötter en liten näbbmus. Det finns ingen ljus stimma på kroppens sidor. Arten liknar främst lappnäbbmusen men har en mindre skalle. I överkäken finns mellan framtänderna och kindtänderna flera enkelspetsiga tänder.
Denna näbbmus förekommer i östra Sibirien (Ryssland), i nordöstra Kina, i Nordkorea och i norra Japan. Habitatet utgörs av gräsmarker och av barrskogar i låglandet och i medelhöga bergstrakter. Arten är vanligast i återskapade skogar men det undviker jordbruksmark.
Individerna äter ryggradslösa djur som de hittar i lövskiktet på marken eller i jorden. Honor kan ha tre kullar per år och per kull föds 3 till 8 ungar.

## Underarter
Arten delas in i följande underarter:
- S. g. gracillimus
- S. g. granti
- S. g. hyojironis
- S. g. minor
- S. g. natalae